# Ніклевич Степан Теодорович
Степан Теодорович Ніклевич (псевдо: «Вірко», «Вірчин Степан») (* 3 жовтня 1912, м. Борислав, Львівська область — † червень 1941, м. Львів) — організаційний референт Крайової Екзекутиви ОУН ЗУЗ.

## Життєпис
Народився 3 жовтня 1912 року в місті Бориславі. Закінчив ґімназію в Дрогобичі, був членом Пласту.
З 1929 року член ОУН, референт Юнацтва повітового проводу Дрогобиччини. Очолював товариство «Сокіл» у Бориславі. З 1936 року керівник Юнацтва ОУН у Львові. У 1937 став студентом Львівського університету.
Член редакцій робітничих газет «Гомін басейну» та «Гомін краю», один з керівників Товариства українських робітників Сила.
Неодноразово заарештовувася польською владою. З жовтня 1940 року референт Юнацтва КЕ ОУН. На початку березня 1940 призначений організаційним референтом КЕ ОУН.
Заарештований НКВС у Львові 29 березня 1940. Засуджений 29 жовтня 1940 на «Процесі 11-ох» до розстрілу, знищений у червні 1941 під час масових вбивств українських політв'язнів.